# 100 loài bị đe dọa nhất trên thế giới

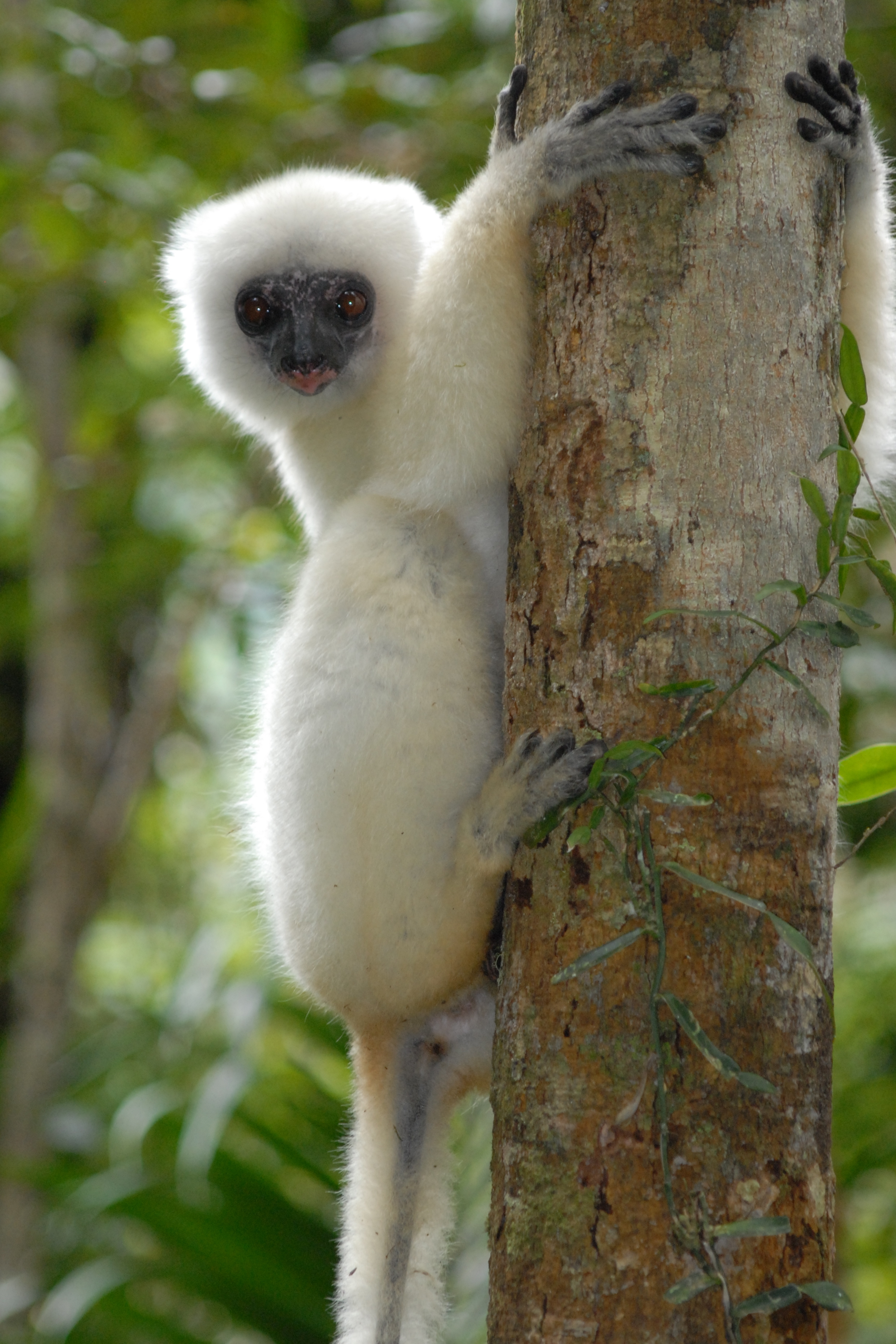
Propithecus candidus, ít hơn 1.000 cá thể vẫn còn sống

100 loài bị đe dọa nhất trên thế giới là một danh sách các loài động vật, thực vật và nấm bị đe dọa nhất trên thế giới. Nó là kết quả của sự hợp tác giữa hơn 8.000 nhà khoa học từ International Union for Conservation of Nature Species Survival Commission (IUCN SSC), cùng với Hội Động vật học Luân Đôn. Báo cáo được công bố bởi Hiệp hội Động vật học Luân Đôn vào năm 2012 như một cuốn sách, Vô giá hay Vô giá trị?.

## Danh sách loài
| Loài                                       | Tên thông thường                                                                            | Loại                         | Hình ảnh | Vị trí | Số lượng ước tính                | Mối đe dọa |
| ------------------------------------------ | ------------------------------------------------------------------------------------------- | ---------------------------- | -------- | --- | -------------------------------- | --- |
| Abies beshanzuensis                        | Linh sam Baishan                                                                            | Thực vật (cây)               |          | Núi Baishanzu, Chiết Giang, Trung Quốc                                                                                           | Năm cá thể trưởng thành          | - nông nghiệp - cháy rừng |
| Actinote zikani                            |                                                                                             | Côn trùng (bướm)             |          | Gần São Paulo, rừng Atlantic, Brazil                                                                                             | Không biết                       | - mất môi trường sống từ việc mở rộng con người |
| Aipysurus foliosquama                      | Rắn biển có vảy                                                                             | Bò sát                       |          | Rạn san hô Ashmore và rạn san hô Hibernia, biển Timor                                                                            | Không biết                       | - Không biết—có thể do suy thoái môi trường sống san hô |
| Amanipodagrion gilliesi                    | Amani flatwing                                                                              | Côn trùng (chuồn chuồn)      |          | Rừng Amani-Sigi, núi Usamabara, Tazania                                                                                          | < 500 cá thể                     | - Áp lực dân số và ô nhiễm nước |
| Antilophia bokermanni                      | Araripe manakin                                                                             | Chim                         |          | Chapado do Araripe, Nam Ceará, Brazil                                                                                            | 779 cá thể                       | - tốc độ tăng trưởng của nông nghiệp - phương tiện giải trí - khan hiếm nước |
| Antisolabis seychellensis                  |                                                                                             | Côn trùng                    |          | Morne Blanc, đảo Mahé, Seychelles                                                                                                | Không biết                       | - các loài xâm lấn - biến đổi khí hậu |
| Aphanius transgrediens                     | Aci Göl toothcarp                                                                           | Cá                           |          | bờ phía đông nam của Hồ Aci trước đây, Thổ Nhĩ Kỳ                                                                                | vài trăm cặp                     | - cạnh tranh và ăn thịt bởi Gambusia - xây dựng đường giao thông |
| Aproteles bulmerae                         | dơi ăn quả Bulmer                                                                           | Động vật có vú (dơi)         |          | Hang Luplupwintern, tỉnh Tây, Papua New Guinea                                                                                   | khoảng 150                       | - săn bắn - sự nhiễu loạn hang động |
| Ardea insignis                             | Diệc chuông trắng                                                                           | Chim                         |          | Bhutan, Đông Bắc Ấn Độ và Myanmar                                                                                                | 70–400 cá thể                    | - phát triển thủy điện |
| Ardeotis nigriceps                         | chim bảo Ấn Độ lớn                                                                          | Chim                         |          | Rajasthan, Gujarat, Maharashta, Andhra Pradesh, Karnataka và Madhya, Ấn Độ                                                       | 50–249 cá thể trưởng thành       | - phát triển nông nghiệp |
| Astrochelys yniphora                       | Rùa Ploughshare Angonoka                                                                    | Bò sát (rùa)                 |          | Khu vực vịnh Baly, tây bắc Madagascar                                                                                            | 440–770                          | - sưu tầm bất hợp pháp cho mua bán vật nuôi toàn cầu |
| Atelopus balios                            | cóc chân vịt Rio Pescado                                                                    | Lưỡng cư (cóc)               |          | tỉnh Azuay, Cañar và Guyas, tây nam Ecuador                                                                                      | Không biết                       | - Chytridiomycosis - khai thác gỗ - mở rộng nông nghiệp |
| Aythya innotata                            | vịt trời Madagascar                                                                         | Chim                         |          | hồ núi lửa phía bắc của Bealanana, Madagascar                                                                                    | xấp xỉ 20 cá thể trưởng thành    | - nông nghiệp - săn bắn và câu cá - introduced fish |
| Azurina eupalama                           | Cá chuồn Galapagos                                                                          | Cá                           |          | Không biết | Không biết                       | - Thay đổi khí hậu - thay đổi hải dương học liên quan đến El Nino 1982/1983 |
| Bahaba taipingensis                        | Giant yellow croaker                                                                        | Cá                           |          | Bờ biển Trung Quốc từ sông Dương Tử, Trung Quốc đến Hồng Kông                                                                    | Không biết                       | - đánh bắt quá mức |
| Batagur baska                              | Common batagur Terrapin bốn ngón                                                            | Bò sát (rùa)                 |          | Bangladesh, Campuchia, Ấn Độ, Indonesia và Malaysia                                                                              | Không biết                       | - xuất khẩu bất hợp pháp tới Trung Quốc |
| Bazzania bhutanica                         | (liverwort)                                                                                 | Thực vật                     |          | Budini và Lafeti Khola, Bhutan                                                                                                   | hai quần thể                     | - phá rừng - chăn thả quá mức |
| Beatragus hunteri                          | Hirola (linh dương)                                                                         | Động vật có vú               |          | Phía đông nam Kenya và có thể phía tây nam Somalia                                                                               | < 1.000 cá thể                   | - mất môi trường sống - cạnh tranh với vật nuôi - săn bắt trộm |
| Bombus franklini                           | ong Franklin                                                                                | Côn trùng (ong)              |          | Oregon và California | Không biết                       | - phá hủy môi trường sống và suy thoái |
| Brachyteles hypoxanthus                    | Northern muriqui woolly spider monkey                                                       | Động vật có vú (linh trưởng) |          | Rừng Đại Tây Dương, phía đông nam Brazil                                                                                         | < 1,000                          | - phá rừng quy mô lớn và khai thác gỗ |
| Bradypus pygmaeus                          | lười ba ngón Pygmy                                                                          | Động vật có vú               |          | Isla Escudo de Veraguas, Panama                                                                                                  | < 500                            | - khai thác trái phép rừng ngập mặn để lấy củi và xây dựng - săn bắn |
| Callitriche pulchra                        | (sao nước)                                                                                  | Thực vật (nước ngọt)         |          | Gavdos, Hy Lạp | Không biết                       | - khai thác môi trường sống bởi vật nuôi - sửa đổi hồ bơi của người dân địa phương                                                                                                 |
| Calumma tarzan                             | tắc kè Tarzan                                                                               | Bò sát                       |          | khu Anosibe An’Ala, đông Madagascar                                                                                              | < 100                            | - nông nghiệp |
| Cavia intermedia                           | chuột bạch Santa Catarina                                                                   | Động vật có vú (gặm nhấm)    |          | đảo Moleques do Sul, Santa Catarina, Brazil                                                                                      | 40–60                            | - xáo trộn môi trường sống - có thể do săn bắn |
| Cercopithecus roloway                      | Roloway guenon (khỉ)                                                                        | Động vật có vú (linh trưởng) |          | Côte d'Ivoire | Không biết                       | - săn bắn - mất môi trường sống |
| Coleura seychellensis                      | Seychelles sheath-tailed bat                                                                | Động vật có vú (dơi)         |          | Hai hang động nhỏ tại Silhouette và Mahé, Seychelles                                                                             | < 100                            | - suy thoái môi trường sống - ăn thịt bởi các loài xâm lấn |
| Cryptomyces maximus                        | Willow blister                                                                              | Nấm                          |          | Pembrokeshire, Vương quốc Anh | Không biết                       | - môi trường sống bị hạn chế |
| Cryptotis nelsoni                          | Chuột chù tai nhỏ Nelson                                                                    | Động vật có vú (chuột chù)   |          | Volcán San Martín Tuxtla, Veracruz, Mexico                                                                                       | Không biết                       | - khai thác gỗ - chăn thả gia súc - cháy rừng - nông nghiệp |
| Cyclura collei                             | Kỳ nhông Jamaica Kỳ nhông đá Jamaica                                                        | Bò sát                       |          | Hellshire Hills, Jamaica | Không biết                       | - phá hủy môi trường sống - ăn thịt bởi các loài xâm lấn |
| Dendrophylax fawcettii                     | phong lan ma quần đảo Cayman                                                                | Thực vật (phong lan)         |          | Ironwood Forest, George Town, Grand Cayman                                                                                       | Không biết                       | - infrastructure development |
| Dicerorhinus sumatrensis                   | tê giác Sumatran                                                                            | Động vật có vú (tê giác)     |          | Sabah, Sarawak và Peninsular Malaysia, Kalimantan và Sumatra, Indonesia                                                          | < 250                            | - săn bắn (sừng được sử dụng trong y học cổ truyền) |
| Diomedea amsterdamensis                    | Chim hải âu Amsterdam                                                                       | Chim                         |          | Plateuau des Tourbières, đảo Amsterdam, Ấn Độ Dương.                                                                             | 100 cá thể trưởng thành          | - bệnh tật - bị đánh bắt ngẫu nhiên bởi dây câu cá dài |
| Dioscorea strydomiana                      | Khoai lang                                                                                  | Thực vật                     |          | Khu vực Oshoek, Mpumalanga, Nam Phi                                                                                              | 200                              | - thu thập cho sử dụng thuốc |
| Diospyros katendei                         |                                                                                             | Thực vật (cây)               |          | Rừng dự trữ Kasyoha-Kitomi, Uganda                                                                                               | 20 cá thể trong một đàn duy nhất | - hoạt động nông nghiệp - chặt cây bất hợp pháp - khai thác phù sa - dân số nhỏ |
| Dipterocarpus lamellatus                   |                                                                                             | Thực vật (cây)               |          | Khu bảo tồn Siangau, Sabah, Malaysia                                                                                             | 12 cá thể                        | - khai thác rừng đất thấp - tạo ra các đồn điền công nghiệp |
| Discoglossus nigriventer                   | Hula painted frog                                                                           | Lưỡng cư (ếch)               |          | Thung lũng Hula, Israel | Không biết                       | - Bị chim ăn thịt - khu vực sống hạn chế do sự phá hủy môi trường sống |
| Dombeya mauritania                         |                                                                                             | Thực vật                     |          | Mauritius | Không biết                       | - các loài thực vật xâm lấn - mất môi trường sống do trồng cần sa |
| Elaeocarpus bojeri                         |                                                                                             | Thực vật (cây)               |          | Grand Bassin, Mauritius | < 10 cá thể                      | - suy thoái môi trường sống |
| Eleutherodactylus glandulifer              | La Hotte glanded frog                                                                       | Lưỡng cư (ếch)               |          | Massif de la Hotte, Haiti | Không biết                       | - sản xuất than - chặt và đốt rừng |
| Eleutherodactylus thorcetes                | ếch đốm Macaya                                                                              | Lưỡng cư (ếch)               |          | Đỉnh Formon và Macaya, Masif de la Hotte, Haiti                                                                                  | Không biết                       | - sản xuất than - chặt và đốt rừng |
| Eriosyce chilensis                         | Chilenito (xương rồng)                                                                      | Thực vật                     |          | Pta Molles và Pichidungui, Chile                                                                                                 | < 500 cá thể                     | - sưu tập thực vật có hoa |
| Erythrina schliebenii                      | Cây san hô                                                                                  | Thực vật (cây)               |          | rừng Namatimbili-Ngarama, Tanzania                                                                                               | < 50 cá thể                      | - môi trường sống bị hạn chế |
| Euphorbia tanaensis                        |                                                                                             | Thực vật (cây)               |          | Khu bảo tồn Witu, Kenya | 4 cá thể trưởng thành            | - khai thác gỗ bất hợp pháp - mở rộng nông nghiệp - phát triển cơ sở hạ tầng |
| Eurynorhyncus pygmeus                      | Spoon-billed sandpiper                                                                      | Chim                         |          | Các giống ở Nga, di cư dọc theo Đường bay Đông Á-Úc đến các khu vực trú đông ở Bangladesh và Myanmar                             | 100 cặp sinh sản                 | - bẫy - cải tạo đất |
| Ficus katendei                             |                                                                                             | Thực vật                     |          | Rừng dự trữ Kasyoha-Kitomi, sông Ishasha, Uganda                                                                                 | < 50 cá thể trưởng thành         | - nông nghiệp - chặt cây bất hợp pháp - đào vàng phù sa |
| Geronticus eremita                         | Northern bald ibis                                                                          | Chim                         |          | Giống ở Morocco, Thổ Nhĩ Kỳ và Syria. Dân số Syria mùa đông ở miền trung Ethiopia.                                               | 200–249 cá thể trưởng thành      | - suy thoái môi trường sống - săn bắn |
| Gigasiphon macrosiphon                     | (cây có hoa thuộc gia đình legume)                                                          | Thực vật                     |          | Rừng dự trữ Kaya Muhaka, Gongoni và Mrima, rừng dự trữ Kenya, Amani, tây rừng dự trữ Kilombero Scarp, và Kihansi Gorge, Tanzania | 33                               | - khai thác gỗ - xâm lấn và phát triển nông nghiệp - ăn thịt bởi lợn hoang dã |
| Gocea ohridana                             | (type of gastropod)                                                                         | Thân mềm                     |          | Hồ Ohrid, Macedonia | Không biết                       | - mức độ ô nhiễm ngày càng tăng - sự lắng |
| Heleophryne rosei                          | Ếch ma núi                                                                                  | Lưỡng cư (ếch)               |          | Núi Table, tỉnh Western Cape, Nam Phi                                                                                            | Không biết                       | - cây xâm lấn - khai thác nước |
| Hemicycla paeteliana                       | (chủng loài ốc đất)                                                                         | Thân mềm                     |          | Bán đảo Jandia, Fuerteventura, quần đảo Canary                                                                                   | Không biết                       | - chăn thả quá mức - giẩm nát bởi dê và khách du lịch |
| Heteromirafa sidamoensis                   | Liben lark                                                                                  | Chim                         |          | cao nguyên Liben, nam Ethiopia                                                                                                   | 90–256                           | - mở rộng nông nghiệp - chăn thả quá mức |
| Hibiscadelphus woodii                      |                                                                                             | Thực vật (cây nhỏ)           |          | thung lũng Kalalau, Hawaii | Không biết                       | - suy thoái môi trường sống do động vật móng guốc hoang dã - cạnh tranh với các loài thực vật xâm lấn                                                                              |
| Hucho perryi                               | Sakhalin taimen                                                                             | Cá                           |          | Sông ở Nga và Nhật Bản, Thái Bình Dương giữa Nga và Nhật Bản                                                                     | Không biết                       | - đánh bắt quá mức (câu cá thể thao và đánh bắt thương mại) - xây đập - nông nghiệp - sử dụng đất khác                                                                             |
| Johora singaporensis                       | cua nước ngọt Singapore                                                                     | Crustacean                   |          | Khu bảo tồn thiên nhiên Bukit Timah và suối nhỏ gần Bukit Batok, Singapore                                                       | Không biết                       | - suy thoái môi trường sống do suy giảm chất lượng nước |
| Lathyrus belinensis                        | Belin vetchling (cây có hoa liên quan đến Lathyrus odoratus - đậu ngọt)                     | Thực vật                     |          | Ở ngoại ô làng Belin, Antalya, Thổ Nhĩ Kỳ                                                                                        | < 1,000                          | - đô thị hóa - chăn thả gia súc quá mức - trồng cây lá kim - mở rộng đường |
| Leiopelma archeyi                          | ếch Archey                                                                                  | Lưỡng cư (ếch)               |          | Bán đảo Coromandel và rừng Whareorino, New Zealand                                                                               | Không biết                       | - Chytridiomycosis - ăn thịt bởi các loài xâm lấn |
| Lithobates sevosus                         | Dusky gopher frog                                                                           | Lưỡng cư (ếch)               |          | Harrison County, Mississippi, Hoa Kỳ                                                                                             | 60–100                           | - bệnh nấm - biến đổi khí hậu |
| Lophura edwardsi                           | Edwards’s pheasant                                                                          | Chim                         |          | Quảng Bình, Quảng Trị và Thừa Thiên-Huế, Việt Nam                                                                                | Không biết                       | - mất môi trường sống - săn bắn |
| Magnolia wolfii                            | (loài Magnolia)                                                                             | Thực vật                     |          | Risaralda, Colombia | < 5                              | - cô lập loài - khả năng tái sinh thấp |
| Margaritifera marocana                     | (loại trai nước ngọt)                                                                       | Thân mềm                     |          | Oued Denna, Oued Abid và Oued Beth, Morocco                                                                                      | < 250                            | - ô nhiễm |
| Moominia willii                            | (ốc)                                                                                        | Thân mềm                     |          | Đảo Silhouette, Seychelles | < 500                            | - các loài xâm lấn - biến đổi khí hậu |
| Natalus primus                             | Con dơi Cuba tai lớn                                                                        | Động vật có vú (dơi)         |          | Cueva La Barca, đảo Pines, Cuba                                                                                                  | < 100                            | - mất môi trường sống - tác động của con người |
| Nepenthes attenboroughii                   | Attenborough’s pitcher plant                                                                | Thực vật                     |          | Núi Victoria, Palawan, Philippines                                                                                               | Không biết                       | - săn bắt trộm |
| Nomascus hainanus                          | Vượn Hải Nam                                                                                | Động vật có vú (linh trưởng) |          | Đảo Hải Nam, Trung Quốc | < 20                             | - săn bắn |
| Neurergus kaiseri                          | Luristan newt                                                                               | Amphibian                    |          | Núi Zagros, Lorestan, Iran | < 1,000                          | - thu thấp bất hợp pháp cho buôn bán vật nuôi |
| Oreocnemis phoenix                         | Mulanje red damsel (damselfly)                                                              | Côn trùng (damselfly)        |          | Mulanje Plateau, Malawi | Không biết                       | - phá hủy môi trường sống và suy thoái do hệ thống thoát nước - mở rộng nông nghiệp - khai thác rừng                                                                               |
| Pangasius sanitwongsei                     | Cá trê                                                                                      | Cá                           |          | lưu vực sông Chao Phraya và sông Mekong ở Campuchia, Trung Quốc, Lào, Thái Lan và Việt Nam                                       | Không biết                       | - khai thác quá mức - thu thập cho thị trường cá cảnh |
| Parides burchellanus                       | (butterfly)                                                                                 | Côn trùng (bướm)             |          | Cerrado, Brazil | < 100                            | - sự mở rộng của con người - phạm vi giới hạn |
| Phocoena sinus                             | Vaquita (porpoise)                                                                          | Động vật có vú (cá voi)      |          | Phía bắc Vịnh California, Mexico                                                                                                 | < 200                            | - bị bắt bởi lưới rê của ngư dân |
| Picea neoveitchii                          | chủng loại Cây vân sam                                                                      | Thực vật (cây)               |          | khu vực Tần Lĩnh, Trung Quốc | Không biết                       | - phá rừng |
| Pinus squamata                             | thông Xảo Gia                                                                               | Thực vật (cây)               |          | Xảo Gia, Vân Nam, Trung Quốc | < 25                             | - Phân bố hạn chế |
| Poecilotheria metallica                    | Gooty tarantula, metallic tarantula, peacock parachute spider, peacock tarantula, Salepurgu | Nhện                         |          | Nandyal và Giddalur, Andhra Pradesh, Ấn Độ                                                                                       | Không biết                       | - nạn phá rừng - lấy củi |
| Pomarea whitneyi                           | Fatuhiva monarch                                                                            | Chim                         |          | Fatu Hiva, quần đảo Marquesas, Polynesia thuộc Pháp                                                                              | 50                               | - ăn thịt bởi các loài xâm lấn - Rattus rattus và mèo hoang |
| Pristis pristis                            | Cá đao thông thường                                                                         | Cá                           |          | Vùng biển nhiệt đới và cận nhiệt đới ven biển Ấn Độ-Thái Bình Dương và Đại Tây Dương. Hiện tại phần lớn giới hạn ở miền bắc Úc   | Không biết                       | - khai thác |
| Prolemur simus                             | Vượn cáo tre lớn                                                                            | Động vật có vú (linh trưởng) |          | Rừng nhiệt đới đông nam và trung nam của Madagascar                                                                              | 100–160                          | - nông nghiệp - khai thác khoáng sản - khai thác gỗ bất hợp pháp |
| Propithecus candidus                       | Silky sifaka                                                                                | Động vật có vú (linh trưởng) |          | Maroantsetra tới lưu vực Andapa, và Marojeju Massif, Madagascar                                                                  | 100–1,000                        | - săn bắn - xáo trộn môi trường sống |
| Psammobates geometricus                    | rùa Geometric                                                                               | Bò sát (rùa)                 |          | Tỉnh Western Cape, Nam Phi | Không biết                       | - hủy diệt môi trường sống - bị ăn thịt |
| Pseudoryx nghetinhensis                    | Sao la                                                                                      | Động vật có vú               |          | Núi Trường Sơn, biên giới Việt-Lào                                                                                               | Không biết                       | - phá hủy môi trường sống - săn bắn |
| Psiadia cataractae                         |                                                                                             | Thực vật                     |          | Mauritius | Không biết                       | - cạnh tranh từ các loài thực vật xâm lấn |
| Psorodonotus ebneri                        | Dế bụi Beydaglari                                                                           | Côn trùng                    |          | khu vực Beydaglari, Antalaya, Thổ Nhĩ Kỳ                                                                                         | Không biết                       | - biến đổi khí hậu - mất môi trường sống |
| Pygathrix cinerea                          | Chà vá chân xám                                                                             | Động vật có vú (linh trưởng) |          | Việt Nam | 600-700                          | - phân bố hạn hẹp - mất môi trường sống và sống rải rác (xâm lấn nông nghiệp, sản xuất than củi, đốn rừng) - Săn bắn (thịt rừng, thuốc truyền thống) - bắt sống (mua bán vật nuôi) |
| Rafetus swinhoei                           | Rùa mai mềm Thượng Hải                                                                      | Bò sát (rùa)                 |          | Hồ Xuân Khanh và hồ Đồng Mô, Việt Nam và Sở thú Tô Châu, Trung Quốc                                                              | 3                                | - săn bắn - vùng đất ngập nước bị phá hủy |
| Rhinoceros sondaicus                       | Tê giác Java                                                                                | Động vật có vú (tê giác)     |          | Vườn quốc gia Ujung Kulon, Java, Indonesia                                                                                       | < 100                            | - săn bắn cho y học cổ truyền - quy mô dân số nhỏ |
| Rhinopithecus avunculus                    | Cà đác                                                                                      | Động vật có vú (linh trưởng) |          | Việt Nam | 200-250                          | - mất môi trường sống và sống rải rác (xâm lấn nông nghiệp, sản xuất than củi, đường phố) - Săn bắn (thịt rừng, thuốc truyền thống)                                                |
| Rhizanthella gardneri                      | hoa lan đất (tây Úc)                                                                        | Thực vật (hoa lan)           |          | Tây Úc, Úc | < 100                            | - biến đổi khí hậu - đất mặn |
| Rhynchocyon sp.                            | Boni giant sengi                                                                            | Động vật có vú               |          | rừng Boni-Dodori, khu vực Lamu, Kenya                                                                                            | Không biết                       | - mất môi trường sống |
| Risiocnemis seidenschwarzi                 | Cebu frill-wing (chuồn chuồn)                                                               | Côn trùng (chuồn chuồn)      |          | Rivulet bên cạnh sông Kawasan, Cebu, Philippines                                                                                 | Không biết                       | - suy thoái và hủy diệt môi trường sống |
| Rosa arabica                               |                                                                                             | Thực vật                     |          | Núi St Katherine, Ai Cập | Không biết, 10 tiểu quần thể     | - chăn thả gia súc - biến đổi khí hậu và hạn hán - thu cây thuốc - Phạm vi bị giới hạn                                                                                             |
| Salanoia durrelli                          | Durrell’s vontsira (họ cầy mangut)                                                          | Động vật có vú               |          | Đầm lầy của hồ Alaotra, Madagascar                                                                                               | Không biết                       | - mất môi trường sống |
| Santamartamys rufodorsalis                 | Chuột mào đỏ                                                                                | Động vật có vú (gặm nhấm)    |          | Sierra Nevada de Santa Marta, Colombia                                                                                           | Không biết                       | - phát triển đô thị - canh tác cà phê |
| Scaturiginichthys vermeilipinnis           | Red-finned Blue-eye                                                                         | Cá                           |          | Edgbaston Station, trung tây Queensland, Úc                                                                                      | 2,000-4,000                      | - ăn thịt bởi các loài xâm lấn |
| Squatina squatina                          | Cá mập Angel                                                                                | Cá (cá mập)                  |          | Quần đảo Canary | Không biết                       | - đánh cá tầng đáy |
| Sterna bernsteini                          | Chim nhạn Trung Quốc                                                                        | Chim                         |          | Sinh sản ở Chiết Giang và Phúc Kiến, Trung Quốc. Ngoài mùa sinh sản ở Indonesia, Malaysia, Philippines, Đài Loan, Thái Lan.      | < 50                             | - phá hủy môi trường sống - Sưu tập trứng |
| Sygnathus watermeyeri                      | Estuarine pipefish                                                                          | Cá                           |          | Kariega Estuary tới Đông Kleinemonde Estuary, tỉnh Eastern Cape, Nam Phi                                                         | Không biết                       | - xây dựng đập đang làm thay đổi dòng chảy sông - lũ lụt vào các cửa sông |
| Tahina spectabilis                         | Suicide Palm Dimaka                                                                         | Thực vật                     |          | huyện Analalava, tây bắc Madagascar                                                                                              | 90                               | - cháy - khai thác gỗ - phát triển nông nghiệp |
| Telmatobufo bullocki                       | Con cóc Bullock                                                                             | Lưỡng cư (ếch)               |          | Nahuelbuta, tỉnh Arauco, Chile                                                                                                   | Không biết                       | - xây dựng thủy điện |
| Tokudaia muenninki                         | Chuột gai Okinawa                                                                           | Động vật có vú (gặm nhấm)    |          | Đảo Okinawa, Nhật Bản | Không biết                       | - mất môi trường sống - ăn thịt bởi mèo hoang |
| Trachypithecus delacouri                   | Voọc quần đùi trắng                                                                         | Động vật có vú (linh trưởng) |          | Việt Nam | <250                             | - sống rải rác - Săn bắn (thịt rừng, thuốc truyền thống) |
| Trachypithecus poliocephalus poliocephalus | Voọc Cát Bà                                                                                 | Động vật có vú (linh trưởng) |          | Việt Nam | 60-70                            | - sống rải rác (xâm lấn con người, phát triển cho du lịch) - Săn bắn (thịt rừng, thuốc truyền thống)                                                                               |
| Trigonostigma somphongsi                   | Somphongs’s rasbora                                                                         | Cá                           |          | Lưu vực Mae Khlong, Thái Lan | Không biết                       | - chuyển đổi đất nông nghiệp và đô thị hóa |
| Valencia letourneuxi                       |                                                                                             | Cá                           |          | Phía nam Albania và Tây Hy Lạp                                                                                                   | Không biết                       | - phá hủy môi trường sống - khai thác nước - sự tương tác xâm lăng với Gambusia |
| Voanioala gerardii                         | Forest coconut                                                                              | Thực vật                     |          | Bán đảo Masoala, Madagascar | < 10                             | - nạn phá rừng - thu hoạch tiêu thụ tim cọ |
| Zaglossus attenboroughi                    | Attenborough’s echidna                                                                      | Động vật có vú               |          | núi Cyclops, tỉnh Papua, Indonesia                                                                                               | Không biết                       | - sửa đổi môi trường sống và suy thoái - khai thác gỗ - nông nghiệp nương rẫy xâm lấn và săn bắn của người dân địa phương.                                                         |